# Казе Вјебасе (Ферара)
Казе Вјебасе (итал. Case Viebasse) је насеље у Италији у округу Ферара, региону Емилија-Ромања.
Према процени из 2011. у насељу је живело 114 становника. Насеље се налази на надморској висини од -2 м.